# Arctosa chungjooensis
Espèce
Arctosa chungjooensis est une espèce d'araignées aranéomorphes de la famille des Lycosidae.

## Distribution
Cette espèce est endémique de Corée du Sud.

## Étymologie
Son nom d'espèce, composé de chungjoo et du suffixe latin -ensis, « qui vit dans, qui habite », lui a été donné en référence au lieu de sa découverte, Chungjoo.

## Publication originale
- Paik, 1994 : Korean spiders of the genus Arctosa C. L. Koch, 1848 (Araneae: Lycosidae). Korean Arachnology, vol. 10, no 1/2, p. 36-65.